# مدينة العقدة
العقدة تسمى الآن بحي الخالدية وهو حي من أحياء الزلفي كالعزيزية والقدس وسمنان والصديق والفاروق واليرموك وغيرها من الأحياء التابعة لمحافظة الزلفي في المملكة العربية السعودية. تقع العقدة على مصب وادي سمنان في الجزاء الشمالي الغربي من المقاطعة.

## أصول التسمية
سمية العقدة نسبة إلى السور المعقود على دار مادار المدينة.

## السكان
بلغ عدد سكان العقدة 10000 نسمة، حسب الإحصاء الرسمي لعام 2009.[بحاجة لمصدر]